# Granat CGR-42A
Ręczny Granat Ćwiczebny CGR-42A – polski granat ćwiczebny produkowany przez Zakłady Metalowe Dezamet w Nowej Dębie.
Granat ten produkowany jest w celach ćwiczebnych. Jest bardzo bezpieczny, podczas detonacji powstaje tylko efekt hukowy. Korpus wykonany jest z plastiku.
Promień bezpieczeństwa wynosi 10 m.